# Gönninger-kápolna
A Gönninger-kápolna katolikus Mária-kápolna Bambergben. Alapjául a Casa Santa de Loreto kegyelmi kápolnája szolgált.
Egy bambergi polgár, Johann Jakob Gönninger kezdte el az építkezést (1761–1768), miután egy einsiedelni zarándoklatról magával hozta az ottani kegyelmes Szűz Mária-szobor egy másolatát.
Az Einsiedelnben megvásárolt kegykép másolatát a főoltáron állították föl. A 19. század közepén a kápolnát felújították és ekkor eltávolították a legtöbb eredeti berendezést, de a Szent Szűz szobra továbbra is a főoltáron maradt.
A huszártoronyban levő harangot 1769-ben öntötte Joachim Keller, de a harangkötél el van szakadva. A kápolnában a 20. század elejétől több fontos bambergi kapott helyet. A kápolna ma a St. Gangolf plébániatemplomhoz tartozik.

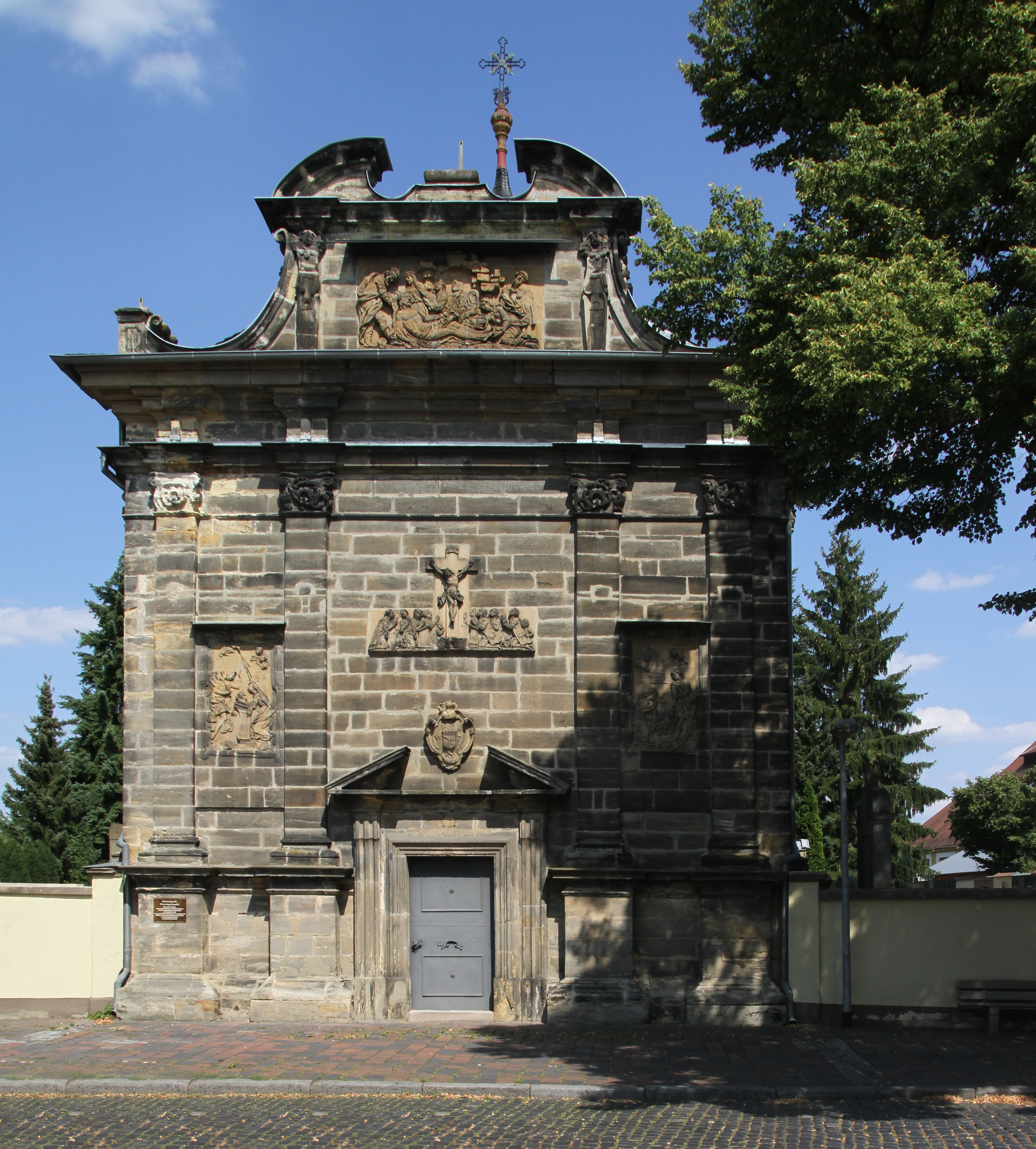
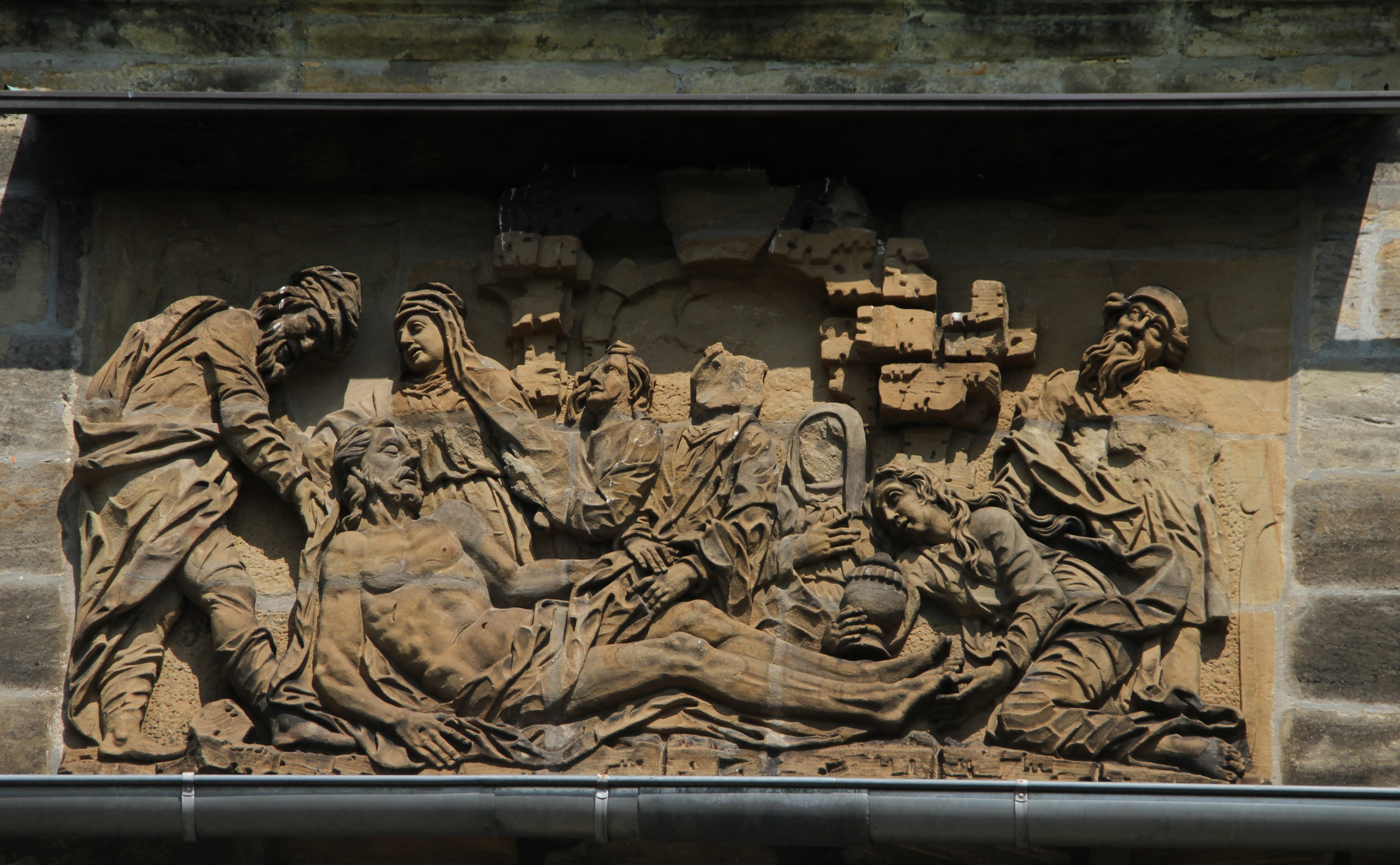
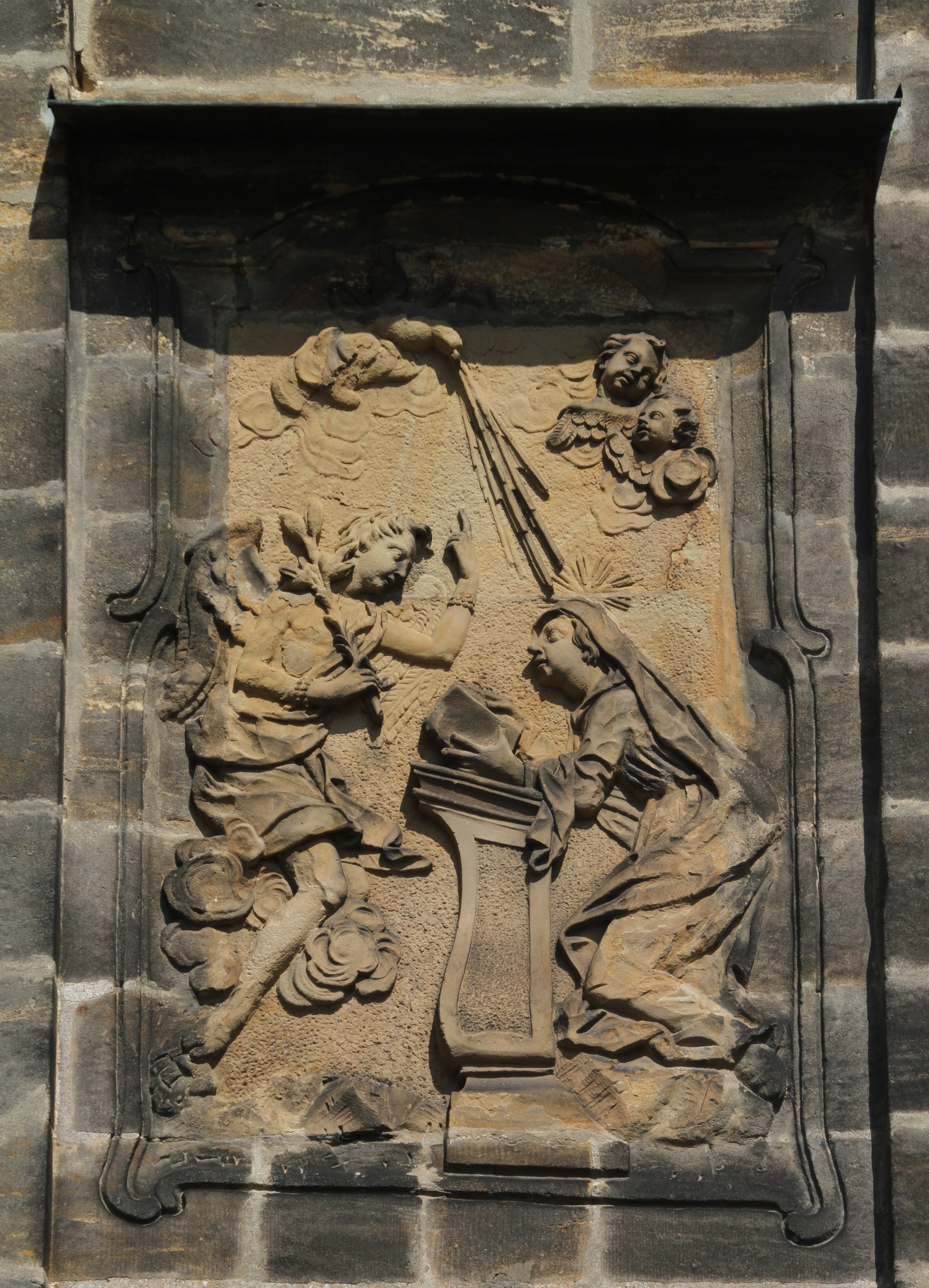